# Гастин (Тексас)
Гастин (енгл. Gustine) град је у америчкој савезној држави Тексас. По попису становништва из 2010. у њему је живело 476 становника.

## Демографија
Према попису становништва из 2010. у граду је живело 476 становника, што је 19 (4,2%) становника више него 2000. године.
| Група             | 2000.       | 2010.       |
| Белци             | 348 (76,1%) | 274 (57,6%) |
| Афроамериканци    | 0 (0,0%)    | 0 (0,0%)    |
| Азијати           | 0 (0,0%)    | 1 (0,2%)    |
| Хиспаноамериканци | 107 (23,4%) | 197 (41,4%) |
| Укупно            | 457         | 476         |